# Мартинес, Роберт
Роберт «Боб» Мартинес (англ. Robert «Bob» Martinez; род. 25 декабря 1934, Тампа, Флорида) — американский политик-республиканец, губернатор штата Флорида с 1987 по 1991 год.
Получил степень бакалавра в Университете Тампы (1953) и степень магистра в Иллинойсском университете в Урбана-Шампейн (1964). Мартинес работал консультантом по управлению, преподавал экономику в Университете Тампы и был исполнительным директором Hillsborough Classroom Teachers Association с 1966 по 1975. В 1974 году Мартинес неудачно баллотировался на пост мэра Тампы. Он был мэром Тампы с 1979 по 1986, до 1983 года был членом Демократической партии. Директор Управления по борьбе с наркотиками во время президентства Джорджа Буша-старшего (1991—1993).